# Araçuaí (kommun)
Araçuaí är en kommun i Brasilien.   Den ligger i delstaten Minas Gerais, i den sydöstra delen av landet, 600 km öster om huvudstaden Brasília. Antalet invånare är 36 041.
Följande samhällen finns i Araçuaí:
- Araçuaí

I omgivningarna runt Araçuaí växer huvudsakligen savannskog. Runt Araçuaí är det ganska glesbefolkat, med 21 invånare per kvadratkilometer.